# Aeropuerto de Islas Vestman
El Aeropuerto de Islas Vestman (en islandés: Vestmannaeyjaflugvöllur) (IATA: VEY, OACI: BIVM) es un aeropuerto situado en la isla de Heimaey, en las Islas Vestman, un pequeño archipiélago en la costa sur de Islandia.
El principal operador era Air Iceland, que tenía múltiples vuelos al día al Aeropuerto de Reykjavík, pero debido a una disputa entre la empresa y el gobierno local esta cesó su actividad el 3 de agosto de 2010. Actualmente el principal operador es Eagle Air.

## Historia
Durante la erupción volcánica del Eldfell en 1973, el aeropuerto sirvió como punto de evacuación para víctimas y heridos hacia los hospitales dado que había falta de embarcaciones. Cuando la erupción cesó, el piroclasto sirvió para extender la pista del aeropuerto.

## Destinos
| Aerolíneas | Destinos  |
| ---------- | --------- |
| Eagle Air  | Reykjavík |

## Estadísticas
Ver fuente y consulta Wikidata.